# Matthew Libatique
Matthew Libatique, född 1968, är en amerikansk filmfotograf. Han har nominerats till Oscar för bästa foto tre gånger.

## Filmografi (i urval)
- 1998 – pi
- 2000 – Requiem for a Dream
- 2006 – The Fountain
- 2010 – Black Swan
- 2014 – Noah
- 2017 – Mother!
- 2018 – A Star Is Born
- 2022 – The Whale
- 2022 – Don't Worry Darling
- 2023 – Maestro